# Leopold Durm

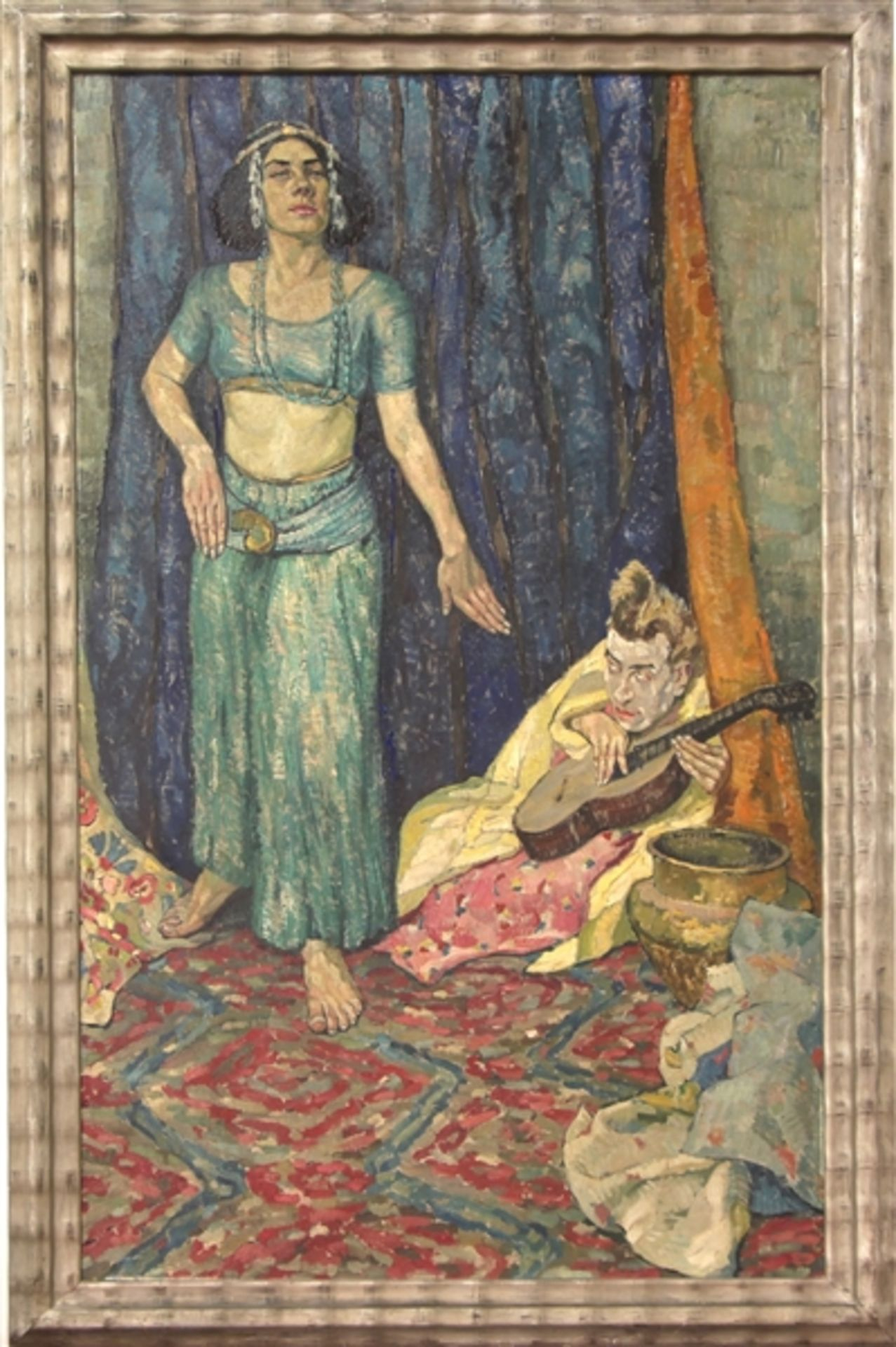
Tilla Durieux als Salome

Leopold Durm (* 3. Juli 1878 in Karlsruhe; † 21. März 1918 ebenda) war ein deutscher Arzt und Kunstmaler.

## Leben
Leopold Durm wurde als Sohn des Karlsruher Architekten und Architekturprofessors Josef Durm geboren. Nach dem Abitur studierte er zunächst Medizin und wurde 1897 Mitglied des Corps Rhenania Freiburg. Das Studium schloss er mit der Promotion zum Dr. med. ab. Danach wandte er sich der Malerei zu. In München gehörte er der Künstlervereinigung Scholle an. In der Künstlerkolonie Holzhausen besaß er ein Haus in der Seeholzstraße.
Am Ersten Weltkrieg nahm Durm als Arzt teil. Er starb 1918 an einer Krankheit, die er sich im Felde zugezogen hatte. Sein Grab befindet sich auf dem Karlsruher Hauptfriedhof.
In seinen frühen Werken war Durm durch den Naturlyrismus der Scholle geprägt, entwickelte aber in den späteren Jahren seinen Stil zum Monumentalen hin. Sein späten Werke entstanden in Kampfpausen vor Arras und Verdun.

## Werk

Interieur mit weiblichen Aktfiguren

- Interieur mit weiblichen Aktfiguren
- Rachèle Malaquin
- Herrenbildnis
- Alt Breisach
- Segler
- Ulanenoffizier
- Erika (Mädchenkopf)
- Dorfesel von Rancourt
- Bildnis F. L. (Knabenkopf)
- Salome (Tilla Durieux)